# Після Люсії
«Після Люсії» — кінофільм режисера Мішеля Франко, що вийшов на екрани в 2012 році.

## Зміст
15-річна Алехандра переїжджає з батьком у велике місто, Мехіко, де йде у нову школу. Далі починається її довга і болісна подорож у світ підлітків, повний жорстокості, несправедливості, боягузтва і комплексів. Про що мовчать підлітки і що насправді відбувається у їх, зовні благополучному, середовищі?

## Ролі
| Актор                 | Роль |
| --------------------- | ---- |
| Тесса Іа              | -    |
| Ернан Мендоса         | -    |
| Гонсало Вега мол.     | -    |
| Тамара Язбек          | -    |
| Франсіско Руеда       | -    |
| Палома Сервантес      | -    |
| Хуан Карлос Барранко  | -    |
| Diego Canales         | -    |
| Марко Антоніо Тревіно | -    |
| Умберто Буст          | -    |

## Знімальна група
- Режисер — Мішель Франко
- Сценарист — Мишель Франко
- Продюсер — Марко Поло Констандс, Мішель Франко, Алексіс Фрідман